# اندی پول (بازیکن فوتبال)
اندی پول (انگلیسی: Andy Poole؛ زادهٔ ۶ ژوئیهٔ ۱۹۶۰) بازیکن فوتبال اهل بریتانیا است.
از باشگاه‌هایی که در آن بازی کرده‌است می‌توان به باشگاه فوتبال منزفیلد تاون، باشگاه فوتبال گیلینگام، باشگاه فوتبال باکینگهام تاون، باشگاه فوتبال ولورهمپتون واندررز، باشگاه فوتبال نانیتون تاون، باشگاه فوتبال براکلی تاون، باشگاه فوتبال ووستر سیتی، باشگاه فوتبال کترینگ تاون، باشگاه فوتبال پورت ویل و باشگاه فوتبال نورث‌همپتون تاون اشاره کرد.